# Tranås
Tranås este un oraș în Suedia.

## Demografie
| \| Evoluția demografică a zonei urbane Tranås, 1970–2015 \| Evoluția demografică a zonei urbane Tranås, 1970–2015 \| Evoluția demografică a zonei urbane Tranås, 1970–2015 \| Evoluția demografică a zonei urbane Tranås, 1970–2015 \| Evoluția demografică a zonei urbane Tranås, 1970–2015 \| \| --------------------------------------------------------------------------------------- \| ----------------------------------------------------- \| ----------------------------------------------------- \| ----------------------------------------------------- \| ----------------------------------------------------- \| \| An \| \| \| Locuitori \| \| \| 1970 \| 1970 \| \| 15.150 \| 15.150 \| \| 1975 \| 1975 \| \| 14.854 \| 14.854 \| \| 1980 \| 1980 \| \| 14.629 \| 14.629 \| \| 1990 \| 1990 \| \| 14.134 \| 14.134 \| \| 1995 \| 1995 \| \| 14.336 \| 14.336 \| \| 2000 \| 2000 \| \| 14.037 \| 14.037 \| \| 2005 \| 2005 \| \| 14.017 \| 14.017 \| \| 2010 \| 2010 \| \| 14.197 \| 14.197 \| \| 2015 \| 2015 \| \| 14.550 \| 14.550 \| \| Sursa: SCB - Statistika Centralbyrån, Folkmängden per tätort. Vart femte år 1960 - 2016 \| \| \| \| \| |      |  |           |        |
| Evoluția demografică a zonei urbane Tranås, 1970–2015 |      |  |           |        |
| An |      |  | Locuitori |        |
| 1970 | 1970 |  | 15.150    | 15.150 |
| 1975 | 1975 |  | 14.854    | 14.854 |
| 1980 | 1980 |  | 14.629    | 14.629 |
| 1990 | 1990 |  | 14.134    | 14.134 |
| 1995 | 1995 |  | 14.336    | 14.336 |
| 2000 | 2000 |  | 14.037    | 14.037 |
| 2005 | 2005 |  | 14.017    | 14.017 |
| 2010 | 2010 |  | 14.197    | 14.197 |
| 2015 | 2015 |  | 14.550    | 14.550 |
| Sursa: SCB - Statistika Centralbyrån, Folkmängden per tätort. Vart femte år 1960 - 2016 |      |  |           |        |